# Краснянский, Ян Семёнович
Ян Семёнович Краснянский (род. 1938) — советский и российский актёр театра и кино, заслуженный артист России.

## Биография
Ян Краснянский родился 17 января 1938 года.
Учился актёрскому искусству в студии при Одесском театре юного зрителя. По окончании студии работал в театрах Ачинска, Сызрани, Уфы, Челябинска. В 1965 году пришёл в труппу Московского драматического театра им. Н. В. Гоголя, где работает по настоящее время.
В сезоне 2009/2010 года в театре им. Гоголя запланирована премьера спектакля «Сыч и кошечка» (пьеса Билл Манофф) в постановке Яна Краснянского.

## Творчество

### Роли в театре
- «Дрейфус» Жан-Клод Грюмбер. Режиссёр: Сергей Голомазов — Арнольд[2][3]
- «Мое преступление» Луи Вернейль, Жорж Берр. Режиссёр: Сергей Яшин — Рабюссе[4]
- «Безобразная Эльза» Энсио Рислакки. Режиссёры: Борис Голубовский и Алексей Чаплеевский — Таави Харьюла, профессор[5]
- «Бешеные деньги» А. Н. Островского. Режиссёр: Сергей Яшин — Григорий Борисович Кучумов[6]

### Фильмография
- 1991 — И возвращается ветер…
- 1994 — После грехопадения
- 2005 — Рублевка Live
- 2004—2013 — «Кулагин и партнёры»
- 2006 — Сталин. Live